# Compagnie française des transports régionaux
La Compagnie française des transports régionaux est un groupe français spécialisé dans le transport en commun de voyageurs, créé en 2015. Le siège social est situé à Beauchamp, dans le département du Val-d'Oise.

## Histoire
En 2015, la Compagnie française des transports régionaux est créée par le fonds d'investissement luxembourgeois Cube Infrastructure.
En 2018, la société d'économie mixte VFD est cédée par le département de l'Isère à la Compagnie française des transports régionaux,,. En juillet 2018, la CFTR acquiert le Groupe Lacroix et ses filiales, exploitant plusieurs lignes des réseaux de bus d'Île-de-France Mobilités,. En décembre 2018, la CFTR fait l'acquisition des Services automobiles de la vallée de Chevreuse (SAVAC).
En septembre 2019, les sociétés Lacroix et SAVAC forment le Groupement Lacroix & SAVAC pour pouvoir répondre aux appels d'offres concernant les réseaux franciliens de moyenne et grande couronne.
En janvier 2022, la CFTR acquiert l'entreprise familiale Autocars Maisonneuve, présent sur les réseaux des Cars du Rhône de SYTRAL Mobilités, et des Cars Région, étendant son réseau en région Auvergne-Rhône-Alpes.
La STAVO est dissoute le 21 novembre 2024.

## Activités

### Réseaux
La CFTR, spécialisée dans le transport routier de voyageurs, est présente :
- en Île-de-France, principalement dans le Grand Paris, sur sept réseaux de bus organisés par Île-de-France Mobilités via le groupement Lacroix et SAVAC, comprenant :
  - le réseau de bus Essonne Sud Ouest depuis août 2022 ;
  - le réseau de bus de Saint-Quentin-en-Yvelines depuis janvier 2023 ;
  - le réseau de bus du Pays de Montereau depuis août 2023 ;
  - le réseau de bus Provinois - Brie et Seine depuis août 2023 ;
  - le réseau de bus Cergy-Pontoise Confluence depuis janvier 2024 ;
  - le réseau de bus Île-de-France Ouest depuis janvier 2024 ;
  - le réseau de bus Val Parisis depuis août 2024 ;
- en Auvergne-Rhône-Alpes, principalement dans l'Isère, à travers le réseau Cars Région Isère (VFD) ;
- et en Normandie avec le réseau de bus de Gisors.

### Filiales
La CFTR se compose de 17 filiales, dont :
- Groupe Lacroix, incluant
  - Cars Lacroix,
  - Cars Hourtoule,
- Services automobiles de la vallée de Chevreuse (SAVAC)
- VFD
- Autocars Maisonneuve
- Grisel

### Anciennes filiales
- Société de transport automobile de Versailles Ouest (STAVO), dissoute en 2024.